# Розенбергер, Иоганн Карл Фердинанд
Иоганн Карл Фердинанд Розенбергер (нем. Johann Karl Ferdinand Rosenberger, 1845—1899 г.) — немецкий учёный, доктор философии. Окончил университет в Йене, с 1870 г. учитель математики и естественных наук в частных школах в Гамбурге, с 1877 г. в Musterschule во Франкфурте-на-Майне. Из его трудов известностью пользуется история физики с древнейших времён, доведённая до 1880 г., в трёх томах.